# Jagüey (Rincón)
Jagüey es un barrio ubicado en el municipio de Rincón en el estado libre asociado de Puerto Rico. En el Censo de 2010 tenía una población de 702 habitantes y una densidad poblacional de 233,86 personas por km².

## Geografía
Jagüey se encuentra ubicado en las coordenadas 18°19′31″N 67°12′11″O / 18.32528, -67.20306. Según la Oficina del Censo de los Estados Unidos, Jagüey tiene una superficie total de 3 km², que corresponden a tierra firme.

## Demografía
Según el censo de 2010, había 702 personas residiendo en Jagüey. La densidad de población era de 233,86 hab./km². De los 702 habitantes, Jagüey estaba compuesto por el 83.9% blancos, el 3.56% eran afroamericanos, el 0.43% eran amerindios, el 6.98% eran de otras razas y el 5.13% pertenecían a dos o más razas. Del total de la población el 98.15% eran hispanos o latinos de cualquier raza.